# His Natural Life

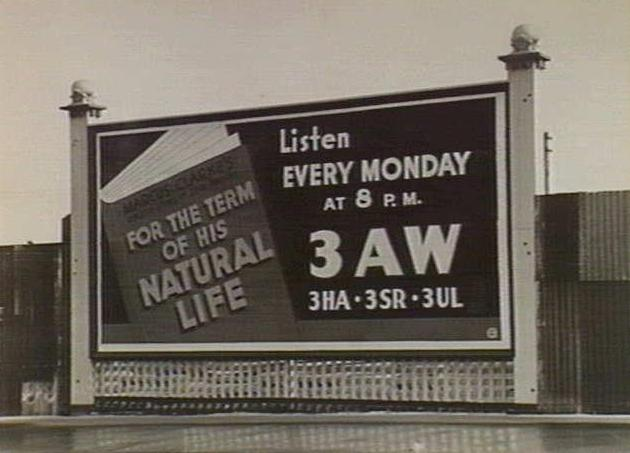
Billboard met advertentie voor His Natural Life

De roman His Natural Life (Levenslang) van Marcus Clarke is een bekende historische avonturenroman uit 1870, min of meer in de traditie van De graaf van Monte-Cristo van Alexandre Dumas. Het verhaal verscheen voor het eerst als vervolgverhaal in de Australische krant Australian Journal tussen 1870 en 1872. Later werd het met de nodige wijzigingen als roman gepubliceerd onder de naam For the term of his natural life. Het is nog steeds een van de bekendste romans over de geschiedenis van Australië als strafkolonie van Engeland. Hoofdpersoon is de matroos Rufus Dawes, die ten onrechte voor moord wordt opgepakt in Engeland en voor de rest van zijn leven naar de Australische strafkolonie wordt gedeporteerd, alwaar hij jaar in jaar uit wordt vernederd en mishandeld.

Het verhaal geeft een ingrijpend beeld van de onmenselijke omstandigheden in de strafkolonie. Veel details zijn gebaseerd op ware gebeurtenissen, zoals het aftuigen van een vastgebonden gevangene en zelfs een geval van een gevangene die zijn medevluchters opat. In de roman die later werd uitgebracht, For the term of his natural life, werden de nodige details in de verhaallijn aangepast en werd de lengte van de roman ingekort.

## Hoofdpersonen
| Rufus Dawes   | Engelse zeeman, die ten onrechte wordt gedeporteerd voor moord.       |
| Dora Vickers  | Dochter van een Engelse majoor en de onbereikbare geliefde van Dawes. |
| James North   | Dominee in de strafkolonie en de enige geestverwant van Rufus Dawes.  |
| Maurice Frere | Machtswellustige kampcommandant in de strafkolonies.                  |
| John Rex      | Sluwe crimineel die voortdurend op eigen gewin uit is.                |

## Samenvatting
In Londen in 1827 komen twee reizigers aan in een herberg met de intentie daar te overnachten. De herbergier is toevallig getuige van een korte ruzie tussen de twee, maar denkt er weinig van en geeft beiden een kamer om te overnachten. Voor het slapen gaan gaat de jongste van de twee nog even langs bij de ander, een Duitser met de naam Hans, om het goed te maken. De volgende ochtend wordt Hans vermoord aangetroffen in diens hotelkamer en de ander wordt gearresteerd op verdenking van moord. De jongeman, die iets te verbergen lijkt te hebben, stelt zichzelf voor als Rufus Dawes.

Dawes houdt vol onschuldig te zijn, maar de getuigenis van de herbergier die hem had zien ruziën wordt als voldoende bewijs gezien om hem op te hangen voor moord. Een ambitieuze advocaat, Quaid, die de bewuste nacht ook in de herberg was, bemoeit zich echter met de zaak en krijgt het voor elkaar dat de doodstraf voor Dawes wordt omgezet in deportatie naar de Australische strafkolonie voor de rest van zijn leven.

Elders in Londen is de handelsman sir Richard Devine dodelijk ziek geworden en heeft zijn notaris ontbonden om zijn testament bij te werken. Oorspronkelijk zou al zijn bezit naar zijn oudste zoon Richard gaan, maar hij heeft gebroken met zijn zoon en is van plan hem uit zijn testament te schrappen. Een van de mensen die hiervan zal profiteren is de ambitieuze luitenant Maurice Frere, een neef van Devine. Echter, op de dag dat de notaris langskomt overlijdt Devine voordat hij zijn testament heeft kunnen wijzigen.

Rufus Dawes wordt met het schip de Malabar vervoerd, waarop ook Maurice Frere als officier zit. De twee zijn vanaf het begin gezworen vijanden, terwijl Dawes daarnaast wel sympathie krijgt van de kleine Dora Vickers, de dochter van majoor Vickers.

Tijdens de tocht komen ze een scheepswrak tegen. Het schip, de Hydaspes, is het schip waarop Richard Devine, de erfgenaam van het fortuin zou hebben gezeten, zo beseft ook Frere. Rufus Dawes, die het wrak voor zijn ogen ziet vergaan, ziet voor zichzelf een nieuwe toekomst. Hij is Richard Devine. Hij heeft er zelf voor gekozen om zijn identiteit geheim te houden en aangezien het schip met Richard Devine officieel is vergaan, zal niemand hem meer kunnen opsporen. Het is nu aan hem om als Rufus Dawes een nieuw leven te beginnen.

Tegen het einde van de reis plannen enkelen gevangen onder leiding van John Rex een muiterij om het schip over te nemen. Ze slagen bijna in hun opzet, maar Rufus Dawes, gegrepen door hoge koorts, waarschuwt de officieren en de muiterij wordt neergeslagen.
1833. Rufus Dawes heeft reeds enkele jaren een slavenbestaan op Macquarie Harbour. Hij wordt getreiterd door de andere gevangenen vanwege zijn rol tijdens de muiterij, maar hij houdt zich staande. Vanwege zijn steeds nukkiger gedrag wordt hij verbannen naar een klein eilandje vlak voor de kust, Grummet Island, waar hij zelfmoordplannen koestert.

Intussen wordt de kolonie vanwege slechte publiciteit ontmanteld. Majoor Vickers zal met een schip naar Port Arthur varen en Frere zal met Mevrouw Vickers en Dora een ander schip nemen. Tijdens deze verplaatsing breken de gevangenen los en Frere wordt met een stuurman, Mevr. Vickers en Dora aan de kust achtergelaten.

Rufus Dawes is inmiddels op schier onmogelijke wijze ontsnapt van Grummet Island en is vanaf het verlaten gevangenenkamp een trektocht naar de bewoonde wereld begonnen. Hij komt terecht bij Frere en de vrouwen en ze beseffen dat ze samen een kans maken. Dankzij zijn handigheid weten ze enige tijd te overleven en tijdens deze periode ontstaat er een goede vriendschap tussen Rufus Dawes en Dora Vickers. Uiteindelijk weten ze een schip te bouwen waarmee ze naar de bewoonde wereld proberen te varen. Mevr. Vickers is echter zwaar ziek geworden en sterft in het bootje midden op zee. Dora, ernstig verzwakt, raakt ook buiten kennis. In deze situatie komen ze een Amerikaans schip tegen en Dawes weet dat hij verslagen is. Frere ontfermt zich over Dora en Dawes wordt opnieuw gevangengezet.
1838. Frere en Dora zijn verloofd. Dora heeft geen herinneringen aan de ontsnapping en Frere heeft haar wijsgemaakt dat hij de boot bouwde en haar leven heeft gered. Dan komt er bericht dat de muiters van indertijd zijn gepakt en Dora wordt gevraagd tijdens een zitting in Hobart Town te getuigen, ook al zal ze waarschijnlijk niets herinneren. Dora herkent de mannen, waaronder John Rex, niet, maar heeft plotseling gevoelens van déjà vu als ze de stem van Rufus Dawes hoort. Dawes, toevallig ook opgeroepen als getuige, wijst John Rex en zijn maten feilloos aan. Wanneer hij Dora ziet, beseft hij dat ze niet dood is terwijl hem dat wel was verteld, jaren geleden.

De volgende dag weet Dawes van zijn tijdelijke gevangenis in Hobart Town te ontsnappen en weet de tuin van Vickers te bereiken. Hij benadert Dora in de donkere tuin, maar ze herkent hem niet. Dawes, overmand door teleurstelling, wordt weer gevangengenomen en teruggebracht naar Port Arthur.

In Port Arthur ontmoet hij dominee James North en sluit vriendschap met hem. North blijkt een drankprobleem te hebben, hetgeen ervoor zorgt dat hij Dawes op een dag teleurstelt. North smeekt om vergiffenis, wat Dawes dan weer ontroert.

John Rex, ook gevangen op Port Arthur, nodigt Rufus Dawes uit om met hem mee te ontsnappen. Dawes weigert en waarschuwt Rex om niet met Gabbett te ontsnappen, suggererend dat die een kannibaal is die slechts maten zoekt om tijdens zijn ontsnapping te kunnen verslinden. Tijdens hetzelfde gesprek realiseert Rex zich opeens de ware identiteit van Dawes, aangezien hijzelf ooit als privé-detective de opdracht had gekregen Richard Devine op te sporen. Wanneer hij daarnaast beseft dat Dawes en hijzelf uiterlijk sterk op elkaar lijken, komt bij hem een plan op.

Kort daarna ontsnapt John Rex uit het kamp, samen met Gabbet en enkele anderen. Rex, die zijn eigen plannen heeft, splitst zich af van de anderen en weet te ontsnappen. De anderen zwerven doelloos door de wildernis en worden een voor een verslonden door Gabbett.
1846. Via zijn dagboeken vertelt dominee North over zijn nieuwe benoeming als predikant op Norfolk Island. Hij krijgt daar regelmatig te maken met Maurice Frere, die daar als commandant is aangesteld, en zijn vrouw Dora. Rufus Dawes is inmiddels ook daarheen gedeporteerd en wordt herhaaldelijk mishandeld en vernederd door Frere.

In deze situatie zoeken North en Dora toenadering tot elkaar, terwijl ze steeds meer genoeg krijgen van Freres persoonlijke vete met Dawes. Wanneer Dawes bijna overlijdt tijdens een marteling op de 'stretcher', komt Dora tussenbeide. Dit geeft Dawes weer een sprankje hoop.

North besluit uiteindelijk het kamp te verlaten en Dora besluit met haar kleine dochtertje Dotty naar haar vader in Engeland te gaan. Ze zullen afreizen met hetzelfde schip, de Lady Franklin. De dag voor vertrek bemerken ze hun affectie voor elkaar en spreken af op het schip elkaar te treffen.

Op de avond van vertrek bezoekt North Dawes in zijn cel. De bewaker laat hem eerst niet binnen, maar North overtuigt hem met een fles cognac. North bekent Dawes dat hij diens briefjes niet aan Dora heeft overgebracht, vanwege zijn eigen liefde voor Dora. Dawes, verbitterd, vertelt North zijn geheim: wie hij is en waarom hij dit verborgen heeft gehouden. North, diep ontroerd door het verhaal, verlaat de cel en vergeet daarbij zijn spullen mee te nemen en de cel af te sluiten. De bewaker is inmiddels dronken van de cognac in slaap gevallen en Rufus Dawes weet in de mantel van North te ontsnappen aan boord van de Lady Franklin.

Dawes beseft dat ze hem ieder moment kunnen ontdekken, maar dan wordt het schip overvallen door een tornado. Tijdens deze tornado bezoekt Dawes Dora in haar hut en eindelijk herinnert ze zich alles van haar jeugd en wat Dawes voor haar heeft betekend. Helaas wordt het schip volledig verwoest door de orkaan en alleen Dawes en de kleine Dotty overleven de storm op enkele wrakstukken.

Na enige aarzeling besluit Dawes dat hij Dotty groot zal brengen. Het geluk is met hem: hij wordt aan land gezet in de vrije nederzetting. Het laatste wat men van hem ziet is dat hij richting de heuvels loopt met een klein kind in zijn armen.
1850. John Rex heeft Engeland bereikt en doet zich voor als Richard Devine. Na een korte aarzeling accepteert de familie zijn verklaring en mag hij over het fortuin van de familie Devine beschikken. Hij is rijk. Na verloop van tijd wordt hij nonchalant en begint het familiekapitaal te verkwanselen.

Tom Crosbie, voorheen Rufus Dawes, heeft enkele jaren als schaapherder geleefd. Het kind van Dora noemt hij Dorcas. Dan vindt hij goud in de heuvels en weet dit op slimme wijze te gelde te maken. Met het geringe kapitaal weet hij een winkel te beginnen. Vervolgens wordt hij snel rijk met de handel in voedsel en spullen voor goudzoekers, die in groten getale het gebied in trekken.
1854. Dorcas is opgegroeid een knappe jonge vrouw en ontmoet de jongeman Arthur Devine, een neef van Richard Devine. Hij is een goudzoeker uit Engeland die in Australië zijn geluk komt beproeven en wraak wil nemen op 'oom Richard', omdat die het familiekapitaal heeft verkwanseld.

John Rex heeft zich in Londen vrijwel onmogelijk gemaakt in zijn rol als Richard Devine. Dan meldt zich een mevrouw Dorothea Blinzler bij de familie Devine, die beweert de echtgenote van Richard Devine te zijn. John Rex is in verwarring: hij wist bijna alles van Devine, behalve van diens korte tijd in Duitsland. Met hulp van Sarah Purfoy maakt hij zich uit de voeten en reist naar Australië om te proberen Rufus Dawes alsnog te treffen.

Maurice Frere is inmiddels inspecteur van het gevangenissysteem geworden en wordt regelmatig lastiggevallen door Sarah Purfoy. Ze smeekt hem om haar zoon te sparen, die als crimineel in de gevangenis zit van Frere. Frere weigert halsstarrig.

Tom Crosbie (Rufus Dawes) poogt zichzelf via een anonieme brief bij Frere aan te geven om te zorgen dat Dorcas ongehinderd met Arthur Devine kan trouwen en zo erfgenaam van de Devine familie wordt. Frere wordt echter vermoord door Dick Purfoy, zijn eigen zoon.

De reisgenoot van Arthur, een zekere Silas Quaid, meldt zich bij Dawes. Hij is de kleinzoon van Silas Quaid, die Dawes indertijd verdedigde in Londen. Hij nodigt Dawes uit om met hem naar Engeland te reizen, omdat hij bewijs heeft dat hem vrij zal pleiten van de moord op Hans Blinzler, al die jaren geleden in Londen. Volgens een getuige is het indertijd de herbergier zelf geweest, die Hans heeft vermoord.

Rufus Dawes, dus eigenlijk Richard Devine, stemt toe. Samen met Quaid reist hij naar Londen terwijl Arthur en Dorcas zullen trouwen en hen dan zullen volgen. In Londen wordt Rufus Dawes eindelijk vrijgepleit van de moord op Hans Blinzler.

Het verhaal eindigt in Amsterdam, waar Dorcas in de memoires van Richard Devine leest dat hij in 1823 reeds was getrouwd met de dochter van Hans. Hij had zich daarom in Londen Rufus Dawes genoemd, om haar te beschermen tegen vervolging door de autoriteiten.

## Achtergrond

### Marcus Clarke
Marcus Clarke deed als journalist onderzoek naar het koloniale verleden van Australië. Geïnspireerd door boeken als Les Misérables en De graaf van Monte-Cristo zette hij zich ertoe zelf een epos te schrijven met de strafkolonie als achtergrond. Hij had veel documentatie over 'het systeem' gelezen in de Openbare Bibliotheek van Melbourne en had een bezoek gebracht aan de overblijfselen van een strafkamp in Port Arthur.

### Achtergrond
His Natural Life mag worden gezien als een van Australiës meesterwerken waarin het koloniale verleden aan de kaak wordt gesteld, vergelijkbaar met de Max Havelaar van Multatuli. Het is echter overdreven om de strafkolonie als één grote martelkamer voor te stellen, hetgeen wel de indruk is die in de roman wordt gewekt. Veel plaatsnamen van strafkampen zijn correct, maar deze kampen werden gebruikt voor de 'zware gevallen'. Veel gevangen werden bij regeringsgebouwen of kolonisten aan het werk gezet en kregen na enkele jaren hun vrijgeleide. Velen kozen er daarna voor om in Australië te blijven.

De persoon van Maurice Frere was gebaseerd op Luitenant John Price, een beruchte kampcommandant die een gevangenenkolonie op Norfolk Eiland heeft bestuurd. De persoon van dominee James North was gebaseerd op dominee Thomas Rogers, die ten tijde  van Price op Norfolk Eiland gestationeerd was. Hij was getuige van de wreedheden die Price uitoefende op de gevangenen en poogde ertegenin te gaan en hem aan de kaak te stellen. Bepaalde passages van de dagboeken van North in His Natural Life zijn bijna letterlijk uit de dagboeken van Rogers gekopieerd.

De passage waarin Gabbett zijn medevluchters opeet is gebaseerd op het verhaal van Alexander Pearce, een gevangene die dit inderdaad een keer heeft gedaan.

### Versies
Het verhaal is in verschillende versies gepubliceerd en ook de titel is niet altijd hetzelfde geweest.
- His Natural Life verscheen in maart 1870 voor het eerst in de krant The Australian Journal als vervolgverhaal, het liep in maandelijkse afleveringen tot juni 1872. Het oorspronkelijke plan was om 12 afleveringen te maken, maar het werden er uiteindelijk 27.
- In 1874 verscheen het sterk gewijzigde verhaal als roman, nog steeds onder de titel His Natural Life. Uitgever was George Robertson. Hierin is Dora Vickers hernoemd naar Sylvia, terwijl het geheim van Rufus Dawes meteen aan het begin al wordt uitgewerkt, namelijk dat hij een buitenechtelijk kind is.
- In 1875 verscheen een editie in drie delen, uitgegeven door Richard Bentley in Londen.
- In 1876 volgde een uitgave in de Verenigde Staten, uitgegeven door Harper.
- Bentley en Robertson publiceerden in 1885 een volgende gereviseerde uitgave, deze had voor het eerst de titel For the term of his natural life. Onder deze titel is de roman bekend gebleven.

### Verfilmingen
- For the Term of His natural Life, 1908. Een van de eerste Australische films ooit gemaakt. Hij duurde 22 minuten.
- The life of Rufus Dawes, 1911. Gebaseerd op een toneelstuk van Alfred Dampier.
- For the Term of His natural Life, 1927. Tot nu toe de best bekende verfilming.
- In 1983 verscheen de tv-serie For the term of his Natural Life. De serie besloeg 12 afleveringen van 90 minuten en volgde in grote lijnen de Amerikaanse romanversie. Deze serie werd in Nederland uitgezonden onder de titel Levenslang. Colin Friels speelde Rufus Dawes. Bekende namen waren daarnaast Anthony Perkins als dominee North en Patrick Macnee als majoor Vickers.